# Chiến tranh Yemen lần thứ hai
Chiến tranh Yemen lần thứ hai (tiếng Anh: Second Yemenite War) là một cuộc xung đột quân sự ngắn giữa Cộng hòa Ả Rập Yemen (YAR; Bắc Yemen) và Cộng hòa Dân chủ Nhân dân Yemen (PDRY; Nam Yemen). Chiến tranh phát sinh từ rạn nứt trong quan hệ giữa hai nước sau khi tổng thống Bắc Yemen Ahmad al-Ghashmi bị giết vào ngày 24 tháng 6 năm 1978, và Salim Rubai Ali, một người theo chủ nghĩa Marx ôn hòa đang đề xuất thống nhất hai miền Yemen, bị sát hại hai ngày sau đó. Sự thù địch trong phát ngôn của nhóm lãnh đạo mới ở cả hai nước ngày càng leo thang, dẫn đến giao tranh biên giới quy mô nhỏ, sau đó leo thang thành một cuộc chiến tranh toàn diện vào tháng 2 năm 1979.
Bắc Yemen dường như sắp thất bại quyết định sau cuộc xâm lược ba mặt trận của đội hình vũ trang tổng hợp của Nam Yemen. Tuy nhiên mọi chuyện đã dừng lại sau khi các bên hòa giải thành công với Thỏa thuận Kuwait 1979. Điều này cho phép lực lượng Liên đoàn Ả Rập được triển khai đến tuần tra ở biên giới hai miền. Một thỏa thuận đoàn kết cả hai nước cũng đã được ký kết, mặc dù nó không được thi hành.